# Simon Porte Jacquemus
Simon Porte Jacquemus (n. 16 Ianuarie, 1990) este un designer francez și fondatorul liniei de îmbrăcăminte cu numele Jacquemus.

## Viață
Jacquemus s-a născut în Salon-de-Provence, Franța într-o familie modestă de fermieri; tatăl său cânta adesea în trupe de metal iar mama avea grijă de Jacquemus acasă. Și-a petrecut copilăria în Mallemort, un mic oraș aflat în sudul Franței până în anul 2008 când a împlinit vârsta de 18 ani și s-a mutat în Paris pentru a studia arta și tehnicile modei la École supérieure des arts et techniques de la mode (ESMOD). După câteva luni, a renunțat la studii pentru a deveni asistent de stilist la revista de modă Citizen K. Moartea bruscă a mamei sale l-a determinat să inceapă o carieră de designer vestimentar. 

## Carieră
La vârsta de 20 de ani și-a creat propriul său brand, acesta purtând numele de familie al mamei sale, Jacquemus. Brand-ul a fost promovat cu ajutorul prietenilor săi care au defilat prin magazine în perioada unui eveniment Vogue care a avut loc in Paris in anul 2010, purtând creațiile acestuia. În anul 2012 el a fost invitat să își prezinte colecția la Săptămâna Modei de la Paris.
Colecțiile sale sunt deosebite prin simplitatea cu care sunt create dar totodată și prin originalitatea lor. Print-urile folosite de Jacquemus amintesc uneori de lumea filmelor lui Jacques Tati sau Louis Malle. El a descris creațiile sale ca pe o modă „naivă”. Obținând o anumită notorietate, piesele sale sunt acum la vânzare în magazine precum Opening Ceremony în New York, Broken Arm la Paris, Gago în Aix-en-Provence și Dover Street Market  din Londra. În anul 2014 acesta a creat o colecție pentru Redoute iar în 2015 a obținut Special Jury Prize din cadrul LVMH prize, o competiție internațională creată de Delphine Arnault dedicată tinerilor creatori de modă.
În anul 2017, Jacquemus a adăugat la colecția sa și o linie de pantofi. În anul 2018 a anunțat că va crea și o colecție pentru bărbați, aceasta urmând să apară în anul 2019. Pe lângă colecțiile de îmbrăcăminte și pantofi acesta a mai creat genți și pălării.

## Premii
- 2014 Finalist, LVMH Prize [11][12]
- 2015 Special Jury LVMH Prize[4]
- 2017 Fashion Director's Choice Award at the Elle Style Awards